# Parque Kinabalu
O Parque Nacional do Kinabalu ou Taman Negara Kinabalu, na Malásia, estabelecido como um dos primeiros parques nacionais da Malásia em 1964, foi o primeiro sítio declarado Património Mundial na Malásia.
Localizado a 88km de Kota Kinabalu, na costa oeste de Sabá, na Malásia, na ilha de Bornéu, cobre uma área de 754 km², rodeando o Monte Kinabalu.
Tem uma grande variedade de habitats, terras baixas tropicais e florestas-das-chuvas a floresta tropical de montanha, floresta sub-alpina, e vegetação rasteira nas grandes elevações. Foi designado Centro de Diversidade de flora para o Sudeste Asiático e excepcionalmente rico em espécies, como por exemplo, flora dos Himalaias, China, Austrália, Malásia, assim como flora pan-tropical.